# جي. جورج ستيوارت
جي. جورج ستيوارت هو مهندس معماري وسياسي أمريكي، ولد في 2 يونيو 1890 في ويلمنغتون في الولايات المتحدة، وتوفي في 24 مايو 1970 في واشنطن العاصمة في الولايات المتحدة. نشط حزبياً في الحزب الجمهوري. وقد انتخب عضو مجلس النواب الأمريكي ‏.